# Bemba (langue)
Pour les articles homonymes, voir Bemba.
Le bemba, également connu sous les noms de chibemba et ichibemba, est une langue bantoue parlée principalement en Zambie mais également dans les pays voisins (Botswana, République démocratique du Congo, Malawi).
Le bemba et ses dialectes sont parlés et compris par un pourcentage significatif de la population zambienne. On estime à plus de trois millions les habitants de Zambie dont le bemba est la langue maternelle, sans compter ceux utilisant le bemba comme seconde langue. Le bemba est utilisé comme lingua franca dans les villes de Zambie.
C'est une langue de type SVO (Sujet-Verbe-Objet).
Le nouvelliste, romancier et poète zambien Stephen Andrea Mpashi (né en 1923) écrivit la plupart de ses œuvres en bemba.
Le bemba est assez proche du shona, langue majoritaire du Zimbabwe. Un locuteur du bemba comprendra toujours une conversation en shona : l'inter-compréhension est de l'ordre de 80 %-95 %, et globalement, seules quelques variantes de vocabulaire ne sont pas comprises. 

## Écriture
| a | b | c | e | f | g  | i | j | k | l | m |
| n | ŋ | o | p | s | sh | t | u | v | w | y |

## Prononciation
|          | Postérieures | Centrales | Antérieures |
| -------- | ------------ | --------- | ----------- |
| Fermées  | i iː         |           | u uː        |
| Moyennes | e eː         |           | o oː        |
| Ouvertes |              | a aː      |             |

|                          | Bilabiales | Bilabiales | Labio- dentales | Labio- dentales | Alvéolaires | Alvéolaires | Palato- alvéolaires | Palato- alvéolaires | Palatales | Palatales | Vélaires | Vélaires | Labio- vélaires | Labio- vélaires |
| ------------------------ | ---------- | ---------- | --------------- | --------------- | ----------- | ----------- | ------------------- | ------------------- | --------- | --------- | -------- | -------- | --------------- | --------------- |
| Occlusives               | p          |            |                 |                 | t           |             |                     |                     |           |           | k        |          |                 |                 |
| Fricatives               |            | (β)        | f               |                 | s           |             | ʃ                   |                     |           |           |          |          |                 |                 |
| Affriquées               |            |            |                 |                 |             |             | t͡ʃ                  |                     |           |           |          |          |                 |                 |
| Occlusives prénasalisées | mp         | mb         |                 |                 | nt          | nd          |                     |                     |           |           | ŋk       | ŋɡ       |                 |                 |
| Fricatives prénasalisées |            |            | mf              |                 | ns          |             | nʃ                  |                     |           |           |          |          |                 |                 |
| Affriquées prénasalisées |            |            |                 |                 |             |             | nt͡ʃ                 | nd͡ʒ                 |           |           |          |          |                 |                 |
| Nasales                  |            | m          |                 |                 |             | n           |                     |                     |           | ɲ         |          | ŋ        |                 |                 |
| Spirantes                |            | (β)        |                 |                 |             |             |                     |                     |           | j         |          |          |                 | w               |
| Latérales                |            |            |                 |                 |             | l           |                     |                     |           |           |          |          |                 |                 |